# Pedro Paulet

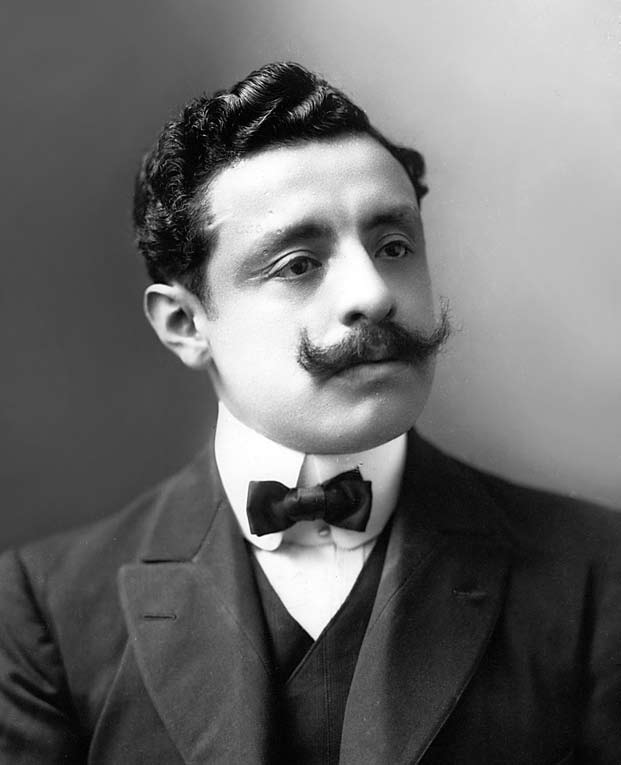
Pedro Paulet Mostajo

Pedro Eleodoro Paulet Mostajo (* 2. Juli 1874 in Tiabaya bei Arequipa, Peru; † 30. Januar 1945 in Buenos Aires, Argentinien) war ein peruanischer Chemiker, Architekt, Diplomat und Visionär der Raumfahrt. Nach eigenen Angaben hat er bereits 1895 ein Raketentriebwerk mit flüssigem Treibstoff entwickelt und gebaut.

## Leben
Paulet wurde in eine arme Landarbeiterfamilie geboren, sein Vater starb, als er noch ein Kind war. Pedro wurde vom französischen lazaristischen Priester Hippolyte Duhamel gefördert, und in dessen Schule unterrichtet. Nach dem Schulabschluss studierte er an der Universidad Nacional de San Agustín in Arequipa.
Durch ein Stipendium hatte Paulet die Möglichkeit, 1894 nach Paris zu gehen und dort Ingenieurwissenschaften und Architektur zu studieren. Unter anderem hörte er öffentliche Vorlesungen des Chemikers Marcelin Berthelot und schrieb sich 1898 bei ihm als Student ein. 1901 schloss er das Studium mit dem Diplom ab.
Ab 1900 arbeitete Paulet im peruanischen Konsulat in Paris, 1902 wurde er peruanischer Konsul in Antwerpen (Belgien). 1904 wurde Paulet von der peruanischen Regierung mit der Gründung und Leitung einer Gewerbeschule beauftragt, der Escuela de Artes y Oficios in Lima. Parallel hierzu gab er ab 1906 die Zeitschrift Ilustración Peruana heraus, die technisch-wissenschaftliche Themen behandelte und sich vor allem an Jugendliche wandte.
Ende 1910 legte Paulet sein Amt als Direktor nieder und ging erneut nach Europa. Er lebte meist in Paris, aber auch in London. Ab 1921 verfolgte Paulet wieder die diplomatische Laufbahn, zuerst als peruanischer Konsul in Dresden, ab 1929 als peruanischer Generalkonsul in Rotterdam (Niederlande) und von 1932 bis 1935 als Generalkonsul in Yokohama (Japan).
Als Konsul in Dresden entwarf er 1924 einen „phantastisch“ anmutenden Kolonisationsplan für deutsche Auswanderer in das Amazonasgebiet. Er wollte zunächst mittels Luftbildmessung innerhalb eines Jahres einen genaue Landkarte erstellen. „Zur Vernichtung der fieberverbreitenden Insekten und Reptilien“ plante er „die im Kriege verwendeten Gase“ zu verwenden. Außerdem wollte er am Amazonas eine Großstadt aus dem Boden stampfen, um die herum Siedlungen und Fabriken entstehen sollten. Für die verschiedenen deutschen Landsmannschaften waren getrennte Stadtviertel vorgesehen. Zur Finanzierung des Projektes schlug Paulet eine nach dem Muster der Deutschen Rentenbank arbeitende „Kolonisierungsbank“ vor.

„Mit einer Million germanischer Einwanderer am Oberen Amazonas würde Südamerika nicht nur in einem Jahrzehnt eine Macht ersten Ranges sein, sondern auch die deutschfreundlichste und die sicherste Grundlage für deutsche Expansion, Handel und Industrie, und der treueste, reichste und mächtigste Bundesgenosse des Deutschlands der Zukunft.“

1929 beschäftigte sich nach Presseberichten das französische Kolonialministerium „ernstlich“ mit Paulets Kolonisationsplan.
1935 kehrte er nach Peru zurück. Er gründete und leitete dort die Handelsabteilung des peruanischen Außenministeriums. 1941 wurde er in diplomatischer Mission nach Buenos Aires gesandt, wo er 1945 starb.

## Erfindungen
Nach eigenen Angaben hat Paulet bereits um die Jahrhundertwende mit Raketentriebwerken mit flüssigem Treibstoff experimentiert und wäre damit dem Amerikaner Robert Goddard um etwa 30 Jahre zuvorgekommen. Hierfür gibt es jedoch keine externen Quellen. Die Angaben stützen sich auf einen Leserbrief von Paulet, den die peruanische Zeitung El Comercio im Oktober 1927 veröffentlichte, und ein Interview mit Paulet, das die argentinische Zeitung La Cronica am 18. April 1944 abdruckte.
Paulet gab an, dass er bei der peruanischen Regierung um finanzielle Unterstützung gebeten habe, dies sei aber abgelehnt worden. Die Originalpläne habe Paulet 1936 der britischen Botschaft in Lima übergeben, sie aber nie zurückerhalten. Einen Motor hat Paulet 1941 vor seiner Abreise nach Buenos Aires angeblich in die Obhut seines ältesten Sohnes Héctor gegeben. Als Héctor während des Zweiten Weltkriegs das Land verließ, weil seine japanische Ehefrau aus Peru ausgewiesen wurde, ging der Motor während seiner Abwesenheit verloren.

### 1895: Paulet-Motor
Der Paulet-Motor wurde durch Distickstofftetroxid (N2O4) und Benzol (C6H6) angetrieben, die erst in der Brennkammer gemischt und elektrisch gezündet wurden. Die Brennkammer aus Stahl mit Vanadium (damals eine Neuheit) war kegelförmig, 10 cm hoch und hatte einen Durchmesser von ebenfalls 10 cm. Der Motor hatte eine Masse von etwa 2,5 kg. Bei 300 Zündungen pro Minute maß Paulet mit einem Dynamometer einen Schub von bis zu knapp 1000 N. Die Betriebszeit betrug fast eine Stunde. Wegen der Gefahr der Versuche und aus nicht näher beschriebenen persönlichen Gründen stellte Paulet die Versuche 1897 ein. Der erste Prototyp wurde im Ersten Weltkrieg beschädigt.

### 1900: Girándula-Motor
In seinem Brief an El Comercio beschreibt Paulet eine weitere Entwicklung: den Girándula-Motor. Er bestand aus dem Rad eines Fahrrads, an das tangential drei Raketen angebracht wurden. Der Treibstoff wurde über einen Lochring durch Rohre entlang der Speichen zugeführt. Als Treibstoff verwendete Paulet Panklastit, das vom französischen Chemiker Eugène Turpin erfunden worden war. Als Paulet versuchte, die maximale Drehzahl zu bestimmen, ereignete sich eine Explosion, die Paulets linkes Trommelfell zerriss und später zu seiner Taubheit führte. Paulet wurden weitere explosive Experimente im Labor verboten. Daraufhin gab Paulet die praktische Arbeit mit Raketentriebwerken auf.

### 1902: „Torpedo“-Flugzeug
Während seines Aufenthaltes in Belgien arbeitete Paulet an einem Entwurf für ein Raketenflugzeug, das er Torpedo nannte. Es sollte senkrecht starten und landen. Da es vor allem außerhalb der Atmosphäre betrieben werden sollte, waren weder Propeller noch Leitwerke vorgesehen. Der Rumpf sollte eiförmig sein, am Äquator sollten schwenkbare Raketen angebracht sein, damit die Kabine sowohl bei Vertikal- als auch bei Horizontalflug gleich ausgerichtet bleiben könnte. Die Kabine sollte drei oder vier Personen Platz bieten. Dieses Flugzeug sollte auch unter Wasser funktionieren.

## Veröffentlichung und Rezeption
Paulets Studien und Experimente wurden der Öffentlichkeit erst am 7. Oktober 1927 bekannt, als die peruanischen Zeitung El Comercio seinen Leserbrief veröffentlichte. Er bezog sich dabei auf einen Bericht vom 24. Juli über Max Valier und den deutschen Verein für Raumschiffahrt (VfR). Dieser Brief wurde von Alexander Scherschevsky zusammengefasst, übersetzt und in Fachkreisen weiterverbreitet. Scherschevsky war Russe, lebte jedoch in Deutschland und veröffentlichte populärwissenschaftliche Bücher, unter anderem „Die Rakete für Fahrt und Flug. Eine allgemeinverständliche Einführung in das Raketenproblem“ von 1929, in dem er Paulet und seine Erfindungen zwischen 1899 und 1903 erwähnte.
Ebenfalls erwähnt wurde Paulet als Wegbereiter der Raumfahrt von Max Valier in seinem Buch Raketenfahrt (1928), dem Russen Nikolai Rynin in seiner neunbändigen Enzyklopädie (1928 bis 1932) und in der französischen Zeitschrift La Science et la Vie („Verrons-nous, un jour, l'avion fusée?“, n° 170, August 1931).
Paulets Beschreibungen trafen jedoch auch auf Skepsis. Der österreichische Physiker Hans Thirring schrieb 1934 über die Frage „Kann man in den Weltraum fliegen?“. Er erwähnte dabei Paulets Ansprüche, gab aber einige Details falsch wieder. Ob Paulets Angaben „auf Wahrheit beruhen“ oder eine „Zeitungsente“ seien, ließ er offen.
1947 erwähnte der US-amerikanische Raketenexperte James Wyld, dass möglicherweise das erste Raketentriebwerk mit flüssigem Treibstoff 1895 von Paulet gefertigt wurde. Wyld stützte sich dabei auf Scherschevsky, der Paulets spanischen Brief auf Deutsch zusammengefasst hatte.
Wernher von Braun, der bei der NASA die Raketen für das Apollo-Programm entworfen hatte, verfasste 1966 zusammen mit Frederick Ordway das Buch History of Rocketry & Space Travel. In der ersten Auflage wurde Paulet als Pionier des Flüssigkeitstriebwerks erwähnt, in späteren Ausgaben wurde diese Stelle gekürzt.

## Kontroverse
Paulet selbst veröffentlichte nichts über seine Studien und Experimente, er reichte auch kein einziges Patent ein. Nach eigenen Angaben empfand er den Treibstoff noch als zu gefährlich und wollte eine sicherere und billigere Möglichkeit finden. Er sah sich auch nicht als Erfinder des Torpedo-Flugzeugs, weil er es nie verwirklicht hatte. Der Erfinder sei derjenige, der als erster in einem von Raketen angetriebenen Flugzeug flöge.
Paulets Forschungen waren am 10. Oktober 1969 Thema beim Symposium zur Raumfahrtgeschichte anlässlich des 20. Internationalen Astronautischen Kongresses in Mar del Plata. Der US-Amerikaner Frederick Ordway erklärte in seinem Vortrag "The alleged contributions of Pedro E. Paulet to liquid-propellant rocketry”, dass Paulets Ruhm sich einzig und allein auf seinen Leserbrief von 1927 gründe, der anschließend übersetzt und zusammengefasst verbreitet wurde. Es gebe weder Zeugen noch Dokumente, die als Beweis gelten könnten, dass Paulet diese Experimente tatsächlich 30 Jahre vor Goddard durchgeführt habe, allerdings könne Paulets Behauptung auch nicht widerlegt werden. Pedro Mateo Sancho, der Vorsitzende der spanischen Raumfahrt-Vereinigung, schlug daraufhin der peruanischen Delegation vor, diese Frage genauer zu untersuchen, was aber keine wesentlichen neuen Erkenntnisse ergab.
Größere Bekanntheit außerhalb von Fachkreisen erreichte Paulet 2012 durch den Filmemacher Alvaro Mejía Salvatierra, der nach acht Jahren Recherche En busca de Ordway vorstellte und dafür einen Preis für Dokumentarfilme erhielt. Mejías Absicht war es, mit diesem Film alle Indizien vorzulegen, dass Paulet tatsächlich ein Pionier der Raumfahrt sei.
Mejía vertritt den Standpunkt, dass Ordway während des Kalten Kriegs den US-Amerikaner Robert Goddard als Erfinder der Flüssigkeitsrakete postulieren wollte. Damit würde nicht nur Paulet diskreditiert, sondern auch die deutschen Wissenschaftler, die zwischen den Kriegen von Paulets Erfahrungen profitiert hätten. Hintergrund sei gewesen, die Nazi-Vergangenheit von Wernher von Braun zu kaschieren. Damit habe Ordway Paulets Geschichte gefälscht, man solle den Inhalt von Ordways Vortrag nicht unreflektiert übernehmen.
Paulet bleibt umstritten. In manchen Enzyklopädien wird auf die unklare Belegsituation hingewiesen, während in Peru Paulets Leistungen und sein Einfluss auf die moderne Raumfahrt nicht bezweifelt werden.

## Ehrungen
- In Peru wird der 2. Juli, Paulets Geburtstag, als nationaler Tag der Luftfahrt begangen.[20][21]
- Zum 100. Geburtstag von Paulet gab die peruanische Post am 28. November 1974 eine Sondermarke mit dem Wert von 8 Sol heraus.[22]
- Am 10. September 1985 entdeckte der belgische Astronom Henri Debehogne einen Hauptgürtel-Asteroiden, der (4443) Paulet benannt wurde.[23]
- Die peruanische Höhenforschungsrakete Paulet I ist nach ihm benannt.
- Ein Jahr nach dem Start von Paulet I gab die peruanische Posts zwei Briefmarken mit dem Wert von je 3 Sol heraus, die Paulet und die Rakete zeigen.[24]
- Im Luftfahrtmuseum von Lima ist ein Saal Paulets Arbeiten gewidmet.[25]
- Am Ortseingang seines Geburtsorts Tiabaya wurde eine goldene Statue von Paulet errichtet.[26]
- Google ehrte Paulet mit einem Google Doodle für Peru am 2. Juli 2011, Pedro Paulets 137. Geburtstag.[27]

## Familie
Paulet war mit Luisa Wilquet verheiratet und hatte sieben Kinder, wovon zwei schon im Kindesalter starben. Seine Tochter Megan Paulet Wilquet durfte im Dezember 2006 den Startknopf der peruanischen Höhenforschungsrakete Paulet I drücken. Seine Großnichte Sara Madueño Paulet de Vásquez verfasste einen Artikel in der Zeitschrift 21st century über ihn.